# プロテニス ワールドコート
『プロテニス ワールドコート』は、1988年8月11日にナムコが発売したPCエンジン用テニスゲーム。同年にアーケード用として移植され、1990年にエス・ピー・エスがアーケード版をX68000へ移植している。
ファミリーコンピュータ用ソフト『プロ野球ファミリースタジアム』（1986年）から発展した『プロ野球ワールドスタジアム』（1988年）と同様、1987年に発売された『ファミリーテニス』のバージョンアップ版となっている。
本項では、アーケード版の続編『スーパーワールドコート』についても記述する。

## ゲーム内容
ゲームそのものは『ファミリーテニス』をベースにしたもので大きな違いはないが、本作では「ダブルスモード」が追加されており、マルチタップを使用することで最大4人同時で対戦プレイが可能になった。また後述のRPG風の1人プレイ専用のクエストモードが追加されている。

### クエストモード
1人プレイ専用のRPG風のゲーム。プレイヤーであるテニスの勇者は、テニス王国「オハナハン」の王様にテニス魔王の討伐を命じられ、テニス魔王討伐の旅に出る。
プレイヤーは広大なフィールドを旅しながら、敵とのテニス勝負で戦いお金を貯めて装備を買いアップグレードしていく。最終的に「伝説の装備」を揃えるのと、大魔王の使う魔法のサーブ（スペシャルサービス）を封じ込める「光のボール」を作るのに必要な「球のかけら」を集めていく。各地に点在するボスキャラクター（魔王の手下）を倒すとかけらを入手でき、全てのかけらを集めれば光のボールが完成する。
基本装備
- ラケット - 試合中のサーブ速度が上がる

※サイズを大きくしてボールを拾いやすくするデカラケ化も可能
- 服 - フィールド上で申し込まれる勝負を断れる確率を上げる

※最高ランクではボスキャラクター以外の試合の申し込みを確実に断れる
- 靴 - 試合中の移動速度が上がる。

※最高ランクではダイビングボレーも可能
- 浮き輪 - 海を自由に移動できるようになる。

※魔王や手下の拠点へ行くのに必要なクリアに必須アイテム
戦闘は全てシングルス方式のテニス勝負で行われ、フィールド移動中のエンカウントで勝負を申し込まれたり、ボスキャラクターと対戦でのイベントで試合が行われる。通常は1ゲームマッチの勝負だが、ボスキャラクターとの対戦時は1セットマッチ、最終ボスとの対戦時では3セットマッチの勝負となる。
申し込まれた勝負を断る（通常のRPGにおける「逃げる」に相当）と試合を回避できるが、装備のランクが弱いと強制的に勝負させられることもある。ただ負けた場合でも所持金が減らされるようなペナルティは無く、スタート地点に戻されたうえで「参加賞」として幾何かのお金がもらえる。また、光のボールを完成させなくても最終ボスとの対戦は可能であり、スペシャルサービス（超高速サーブ＆スマッシュ）にプレイヤーが対処できるならば十分に勝つことは可能である。

## 移植版
| タイトル                  | 発売日        | 対応機種                      | 開発元                  | 発売元     | メディア                                | 型式   | 備考               |
| ------------------------- | ------------- | ----------------------------- | ----------------------- | ---------- | --------------------------------------- | ------ | ------------------ |
| プロテニス ワールドコート | 1988年10月    | アーケード                    | ナムコ                  | ナムコ     | 業務用基板 （1.44メガバイト）           | -      | SYSTEM I対応       |
| プロテニス ワールドコート | 1990年6月20日 | X68000                        | SPS                     | SPS        | 5インチフロッピーディスク2枚組          | GS-160 | アーケード版の移植 |
| プロテニス ワールドコート | 2022年5月12日 | PlayStation 4 Nintendo Switch | ハムスター （移植担当） | ハムスター | ダウンロード （アーケードアーカイブス） | -      | アーケード版の移植 |

アーケード版
- クエストモードは存在しない。登場選手は男女18名＋ロボット2台（ファミリーテニス#キャラクターも参照。ただし、本作では全選手が片仮名表記である）。本作にもダブルスモードは存在するが、対CPUの2人協力プレイのみで対戦が可能なのは『ファミリーテニス』同様、シングルスのみとなっている。
- 『ファミリーテニス』と比較して操作性が向上している反面、コートはニューヨーク（ハード）、ロンドン（芝）、パリ（クレイ）の3種類となっており、家庭用の独自コートであった宇宙コートは削除されている。

X68000版
- Human68Kのシステムディスクから起動し、ゲームディスクと入れ替えコマンドラインから A>path a:;b:||m2||seq2||opm2wc||m2mop||wc -x -p a:;b: -gloading2.wc と入力して起動すると、4人同時プレイが可能になる。

アーケードアーカイブス版(PlayStation 4、Nintendo Switch)
- アーケードアーカイブスの1作品としてアーケード版を配信。「こだわり設定」にてゲームスピードの調整、本来筐体の画面外で描写されている部分も表示するか否か、更にアップデートにてサウンド担当者が用意していた未使用曲を試合開始前に流す、といったことを設定可能。

## 評価
アーケード版
1991年に刊行されたゲーメストムック『ザ・ベストゲーム』の紹介文では、「ロボットとの試合がおもしろかった」と肯定的に評価されている。
PCエンジン版
ゲーム誌『ファミコン通信』のクロスレビューでは8・8・9・8の合計33点（満40点）でゴールド殿堂入りを獲得、『PC Engine FAN』の読者投票による「ゲーム通信簿」での評価は以下の通り23.24点（30点満点）となっている。また、この得点はPCエンジン全ソフトの中で74位（485本中、1993年時点）となっている。同雑誌1993年10月号特別付録の「PCエンジンオールカタログ'93」では「業務用にも逆移植されたテニスゲームの名作ソフト」と紹介されている。
| 項目 | キャラクタ | 音楽 | 操作性 | 熱中度 | お買得度 | オリジナリティ | 総合  |
| 得点 | 4.10       | 3.61 | 3.66   | 4.07   | 3.86     | 3.96           | 23.24 |

## スーパーワールドコート
『スーパーワールドコート』は、1993年3月にナムコが発売した業務用ビデオゲーム。『プロテニスワールドコート』の続編で、最大4人までの同時プレイが可能となっている。選手は体型がリアル化されると共に、16名（ロボット、猫、カエルも含む）に減少しているがその分、データが細密化されている。
ダブルスでは、4人同時プレイやCPU操作のパートナーとの協力プレイが可能になった。コートは前作と同じハード、芝、クレイに加えて大量のパックマンが場外を彩る「NAMCO」が用意されている。

### 移植版
| タイトル               | 発売日        | 対応機種                      | 開発元                  | 発売元     | メディア                                | 型式 | 備考                                    |
| ---------------------- | ------------- | ----------------------------- | ----------------------- | ---------- | --------------------------------------- | ---- | --------------------------------------- |
| スーパーワールドコート | 2025年5月29日 | PlayStation 4 Nintendo Switch | ハムスター （移植担当） | ハムスター | ダウンロード （アーケードアーカイブス） | -    | アーケード版の移植 日本版、海外版を収録 |